# Damien Perquis
Damien Albert René Perquis (Troyes, 10 april 1984) is een in Frankrijk geboren Pools betaald voetballer die doorgaans als centrale verdediger speelt. In 2015 verruilde hij Real Betis voor Toronto FC. Perquis maakte in 2011 zijn debuut in het Pools voetbalelftal.

## Interlandcarrière
Perquis heeft ook de Franse nationaliteit en hij speelde drie interlands voor de beloften van Frankrijk. In december 2008 maakte hij bekend dat hij voor het Poolse nationale team wou uitkomen. Er waren wel wat problemen om aan een Poolse identiteit te geraken, maar bondscoach Franciszek Smuda kon via Pools president Bronisław Komorowski aan de nodige papieren geraken. Op 1 september 2011 kreeg Perquis zijn Poolse identiteitspapieren. Vijf dagen later, op 6 september 2011, maakte hij al zijn debuut tegen Duitsland (de wedstrijd eindigde op 2-2). Op 26 mei 2012 maakte hij het enige doelpunt in een vriendschappelijke wedstrijd tegen Slowakije. Hij maakte deel uit van de selectie die deelnam aan het EK 2012 in Polen en Oekraïne. Hier kwam hij tijdens alle drie de pouleduels in actie. Polen kwam echter niet verder dan de eerste ronde.
| Interlands van Damien Perquis voor Polen | Interlands van Damien Perquis voor Polen | Interlands van Damien Perquis voor Polen | Interlands van Damien Perquis voor Polen | Interlands van Damien Perquis voor Polen | Interlands van Damien Perquis voor Polen |
| №                                        | Datum                                    | Wedstrijd                                | Uitslag                                  | Competitie                               | Goals                                    |
| Als speler bij FC Sochaux                | Als speler bij FC Sochaux                | Als speler bij FC Sochaux                | Als speler bij FC Sochaux                | Als speler bij FC Sochaux                | Als speler bij FC Sochaux                |
| ---------------------------------------- | ---------------------------------------- | ---------------------------------------- | ---------------------------------------- | ---------------------------------------- | ---------------------------------------- |
| 1                                        | 6 september 2011                         | Polen – Duitsland                        | 2 – 2                                    | Vriendschappelijk                        |                                          |
| 2                                        | 7 oktober 2011                           | Zuid-Korea – Polen                       | 2 – 2                                    | Vriendschappelijk                        |                                          |
| 3                                        | 11 oktober 2011                          | Wit-Rusland – Polen                      | 0 – 2                                    | Vriendschappelijk                        |                                          |
| 4                                        | 11 november 2011                         | Polen – Italië                           | 0 – 2                                    | Vriendschappelijk                        |                                          |
| 5                                        | 29 februari 2012                         | Polen – Portugal                         | 0 – 0                                    | Vriendschappelijk                        |                                          |
| 6                                        | 26 mei 2012                              | Polen – Slowakije                        | 1 – 0                                    | Vriendschappelijk                        | 30'                                      |
| 7                                        | 2 juni 2012                              | Polen – Andorra                          | 4 – 0                                    | Vriendschappelijk                        |                                          |
| 8                                        | 8 juni 2012                              | Polen – Griekenland                      | 1 – 1                                    | EK 2012                                  |                                          |
| 9                                        | 12 juni 2012                             | Polen – Rusland                          | 1 – 1                                    | EK 2012                                  |                                          |
| 10                                       | 16 juni 2012                             | Tsjechië – Polen                         | 1 – 0                                    | EK 2012                                  |                                          |
| 11                                       | 15 augustus 2012                         | Estland – Polen                          | 1 – 0                                    | Vriendschappelijk                        |                                          |
| Als speler bij Real Betis                |                                          |                                          |                                          |                                          |                                          |
| 12                                       | 12 oktober 2012                          | Polen – Zuid-Afrika                      | 1 – 0                                    | Vriendschappelijk                        |                                          |
| 13                                       | 14 november 2012                         | Polen – Uruguay                          | 1 – 3                                    | Vriendschappelijk                        |                                          |
| 14                                       | 6 februari 2013                          | Ierland – Polen                          | 2 – 0                                    | Vriendschappelijk                        |                                          |

Bijgewerkt op 4 januari 2016.

## Clubstatistieken
| Seizoen | Club             | Competitie          | Competitie | Competitie | Beker | Beker | Internationaal | Internationaal | Totaal | Totaal |
| Seizoen | Club             | Competitie          | Wed.       | Dlp.       | Wed.  | Dlp.  | Wed.           | Dlp.           | Wed.   | Dlp.   |
| ------- | ---------------- | ------------------- | ---------- | ---------- | ----- | ----- | -------------- | -------------- | ------ | ------ |
| 2003/04 | Troyes AC        | Ligue 2             | 27         | 1          | 0     | 0     | —              | —              | 27     | 1      |
| 2004/05 | Troyes AC        | Ligue 2             | 35         | 2          | 0     | 0     | —              | —              | 35     | 2      |
| 2005/06 | AS Saint-Étienne | Ligue 1             | 15         | 0          | 0     | 0     | —              | —              | 15     | 0      |
| 2006/07 | AS Saint-Étienne | Ligue 1             | 19         | 1          | 1     | 0     | —              | —              | 20     | 1      |
| 2007/08 | FC Sochaux       | Ligue 1             | 23         | 1          | 2     | 0     | —              | —              | 25     | 1      |
| 2008/09 | FC Sochaux       | Ligue 1             | 36         | 2          | 3     | 0     | —              | —              | 39     | 2      |
| 2009/10 | FC Sochaux       | Ligue 1             | 34         | 3          | 3     | 0     | —              | —              | 37     | 3      |
| 2010/11 | FC Sochaux       | Ligue 1             | 35         | 5          | 3     | 0     | —              | —              | 38     | 5      |
| 2011/12 | FC Sochaux       | Ligue 1             | 18         | 0          | 2     | 0     | 2              | 0              | 22     | 0      |
| 2012/13 | Real Betis       | Primera División    | 9          | 0          | 4     | 0     | —              | —              | 13     | 0      |
| 2013/14 | Real Betis       | Primera División    | 13         | 0          | 1     | 0     | 8              | 0              | 22     | 0      |
| 2014/15 | Real Betis       | Primera División    | 9          | 0          | 3     | 2     | —              | —              | 12     | 2      |
| 2015    | Toronto FC       | Major League Soccer | 25         | 1          | 1     | 0     | —              | —              | 26     | 1      |
| 2016    | Toronto FC       | Major League Soccer | 10         | 1          | 0     | 0     | —              | —              | 10     | 1      |
| Totaal  | Totaal           | Totaal              | 308        | 17         | 23    | 2     | 10             | 0              | 341    | 19     |

Bijgewerkt op 21 mei 2016.

## Privé
Perquis is getrouwd en heeft twee kinderen. Vanwege zijn oma, Józefa Bierła, kwam hij in aanmerking voor een Pools paspoort.